# Акын, Назан
Назан Акын Гюнеш (род. 1 октября 1983, Диярбакыр) — турецкая дзюдоистка с нарушением зрения (класс инвалидности B3), выступающая в весовой категории свыше 70 кг. Она завоевала серебряную медаль на Паралимпийских играх 2012 и бронзовую медаль на Паралимпийских играх 2024.

## Спортивная карьера
Акын завоевала бронзовую медаль на Открытом чемпионате Германии в 2008 году.
В 2011 году она выступала в весовой категории до 63 кг на Чемпионате мира и Играх IBSA в Анталье, где заняла 7-е место, а также на Чемпионате Европы IBSA, который прошел в Кроли, где она завоевала бронзовую медаль.
На Летних Паралимпийских играх 2012 года в Лондоне, Акын сначала одержала победу над болгарской соперницей Ивомирой Михайловой в четвертьфинале. В полуфинале она также победила французскую спортсменку Селин Манзуолини, обеспечив себе место в финале, где завоевала серебряную медаль. После этого она взяла 10-летний перерыв в дзюдо.
В 2022 году она участвовала в Чемпионате мира по дзюдо IBSA, который проходил в Баку, и завоевала бронзовую медаль в весовой категории свыше 70 кг.
В 2023 году она завоевала серебряную медаль на Европейских паралимпийских чемпионатах в Роттердаме.
В 2024 году она завоевала бронзовую медаль на Летних Паралимпийских играх в Париже, победив свою соперницу Ферузу Эргашеву со счетом 10-0 в весовой категории свыше 70 кг.

## Личная жизнь
Акын родилась 1 сентября 1983 года в Диярбакыре.